# 城島村 (奈良県)
城島村（しきしまむら）は奈良県北西部、磯城郡に属していた村。現在の桜井市中心部。

## 歴史
- 1889年（明治22年）4月1日 - 町村制の施行により、式上郡粟殿村, 川合村, 戒重村, 外山村, 赤尾村, 忍阪村が合併し城島村が成立。
- 1897年（明治30年）4月1日 - 所属郡が磯城郡に変更。
- 1942年（昭和17年）4月1日 - （旧）桜井町と合併し、（新）桜井町が発足。同日城島村消滅[1]。